# Arcturo
Arcturo (α Boo, α Boötis, Alpha Boötis), também conhecida como Arturo ou Arcturus, é a estrela mais brilhante da constelação do Boieiro. É a quarta estrela mais brilhante do céu noturno.
Pertence à classe espectral K do sistema de classificação estelar proposto por Annie Jump Cannon. O diâmetro de Arcturo é  de aproximadamente 22.100.000 km, o que corresponde a 30 vezes maior que o do Sol e 1733 vezes maior do que o planeta Terra, a sua temperatura chega aos 4300 K (aproximadamente 4000 °C). É considerada como uma das estrelas que mais tende a durar (cerca de 9,3 bilhões de anos) devida a sua magnitude média (magnitude aparente de -0,04 e uma magnitude absoluta de 0,2). Antigamente era classificada como uma gigante vermelha, mas na reclassificação proposta pela NASA é considerada atualmente como uma média alaranjada. Está cerca de 33 anos-luz do sistema solar e é uma das estrelas mais brilhantes no céu terrestre.

## Mitologia romana
Na mitologia romana, conforme relatado por Higino, Arcturo é o ateniense Icário. Ele morava com sua filha virgem Erígone e seu cão Maera. Ele hospedou Liber Pater, que o ensinou o segredo do vinho. Icário deu o vinho a uns pastores que, acreditando que Icário os tinha envenenado, mataram-no a pauladas. Seu cão Maera, latindo sobre o corpo morto do dono, chamou Erígone, que se enforcou. Liber Pater então afligiu as mulheres atenienses com uma praga, que só terminou quando eles puniram os pastores e instituiram um festival em honra dos dois. Os deuses então transformaram ambos em estrelas: Erígone virou a constelação de Virgem e Icário a estrela Arcturo.